# Andrés Balanta
Andrés Felipe Balanta Cifuentes (Cali, 18 de enero de 2000-Provincia de Tucumán, Argentina; 29 de noviembre de 2022) fue un futbolista colombiano. Jugó de centrocampista y su último equipo fue Atlético Tucumán de la Primera División de Argentina.

## Trayectoria
Fue un jugador formado en las categorías inferiores del Deportivo Cali precisamente en la Escuela Carlos Sarmiento Lora.

### Deportivo Cali
En 2018 fue promovido al plantel profesional por pedido del director técnico Gerardo Pelusso, convencido de su buen rendimiento en la escuela formativa lo hizo debutar el 6 de mayo del mismo año.
Se confirmó su renovación de contrato hasta junio de 2020, en el transcurso no convirtió goles ni asistencias aunque sigue siendo titular junto a su compañero de equipo Andrés Colorado. Fue pieza clave para el director técnico Lucas Pusineri. Tras la destitución de Pusineri como  director técnico y la llegada de Alfredo Arias, Balanta siguió demostrando buen desempeño defensivo junto a su dupla Andrés Colorado, nuevamente renovó contrato hasta enero del 2021. Ganó el campeonato con el Deportivo Cali. Nuevamente renovó contrato pero esta vez hasta diciembre de 2024 con el nuevo director técnico Rafael Dudamel. Posteriormente en el torneo finalización de 2021 logró su tercer gol con la escuadra azucarera anotando el tanto de la victoria por 2 a 1. En la visita al Independiente Santa Fe por la primera fecha de dicho torneo, del cual lograron quedar campeones para así sumar la décima estrella, en el partido de la final frente al Deportes Tolima en los dos encuentros jugó.
En 2022 logró desempeñarse fructíferamente en gran parte de las competiciones que Cali disputó, tales como el Torneo Apertura, Copa Libertadores y la Copa Colombia.

### Atlético Tucumán
El 21 de junio de 2022 se confirmó como nuevo refuerzo de Atlético Tucumán en condición de préstamo hasta junio de 2023, con opción de compra por pedido expreso del director técnico Lucas Pusineri, siendo esta su primera experiencia internacional.

## Selección nacional
Fue internacional a nivel juvenil por la selección de Colombia. Fue parte del plantel que jugó el Torneo Preolímpico Sudamericano Sub-23 de 2020.

## Fallecimiento
El 29 de noviembre de 2022, durante un entrenamiento con Atlético Tucumán sufrió una descompensación. Al lugar llegaron ambulancias para tratar de reanimarlo y fue llevado a un hospital, donde intentaron sin éxito maniobras de recuperación durante cuarenta minutos. Se determinó que la causa de su muerte fue un paro cardiorrespiratorio.
Varios clubes colombianos y del resto del mundo expresaron su pesar por la muerte del futbolista. Su cuerpo fue repatriado a Colombia y fue sepultado en el Cementerio Metropolitano del Sur en su natal Cali.

## Estadísticas
Actualizado al último partido disputado el 21 de noviembre de 2019.
| Deportivo Cali · Colombia                                                       |               |               |     |    |    |   |   |   |   |     |     |   |
| 1.ª                                                                             | 2018          | 11            | 0   | 1  | 0  | 3 | 0 | - | - | 15  | 0   |   |
| 1.ª                                                                             | 2019          | 19            | 1   | 5  | 0  | 1 | 0 | - | - | 25  | 1   |   |
| 1.ª                                                                             | 2020          | 17            | 2   | 1  | 0  | 2 | 0 | - | - | 20  | 2   |   |
| 1.ª                                                                             | 2021          | 31            | 1   | 2  | 0  | 2 | 0 | - | - | 35  | 1   |   |
| 1.ª                                                                             | 2022          | 17            | 0   | 2  | 0  | 1 | 0 | 2 | 0 | 22  | 0   |   |
| Total club                                                                      | Total club    | 96            | 4   | 11 | 0  | 9 | 0 | 2 | 0 | 118 | 4   |   |
| Atlético Tucumán Argentina                                                      |               |               |     |    |    |   |   |   |   |     |     |   |
| 1.ª                                                                             | 2022          | 7             | 0   | 0  | 0  | - | - | - | - | 7   | 0   |   |
| Total club                                                                      | Total club    | 7             | 0   | 0  | 0  | - | - | - | - | 7   | 0   |   |
| Total carrera                                                                   | Total carrera | Total carrera | 103 | 4  | 11 | 0 | 9 | 0 | 2 | 0   | 125 | 4 |
| (1) Incluye datos de la Copa Colombia (2) Incluye datos de la Copa Sudamericana |               |               |     |    |    |   |   |   |   |     |     |   |

## Palmarés

### Títulos nacionales
| Título    | Equipo         | País     | Año     |
| --------- | -------------- | -------- | ------- |
| Primera A | Deportivo Cali | Colombia | II-2021 |

### Títulos internacionales
| Título              | Equipo          | País     | Año  |
| ------------------- | --------------- | -------- | ---- |
| Juegos Bolivarianos | Colombia Sub-17 | Colombia | 2017 |